# Charles Louis Didier Songis l'Aîné
Charles Louis Didier Songis l’Aîné, né le 13 février 1752 à Troyes (Aube), mort le 22 mars 1840 à Falaise (Calvados), est un général de division de la Révolution française.
Il est le frère du général Nicolas Marie Songis des Courbons (1761-1810).

## États de service
Il entre en service le 17 mars 1767 comme aspirant d’artillerie à l’école militaire de Sedan, et il devient élève dans le corps d’artillerie le 28 juillet 1769. Il est nommé lieutenant en second le 17 mai 1770, et de 1777 à 1785 il effectue neuf campagnes en Amérique et aux Antilles. Il est nommé lieutenant en premier le 3 juin 1779, il reçoit son brevet de capitaine le 14 octobre 1783, et il est fait chevalier de Saint-Louis en 1786.
Le 8 mars 1793 il passe chef de bataillon au 4e régiment d’artillerie à pied, à l’armée du Centre, et il est nommé chef de brigade le 26 mars 1793, au 3e régiment d’artillerie à pied. Directeur adjoint du parc d’artillerie de l’armée Belge le 5 avril 1793, il devient commandant en second de l’artillerie de l’armée du Nord le 30 juillet 1793.
Il est promu général de brigade le 5 août 1793, directeur de l’artillerie à Lille, et le 31 août suivant il commande l’artillerie de la 1re division de l’armée du Nord. Il est élevé au grade de général de division le 19 août 1794, et il reprend le commandement de l’artillerie à Lille le jour même.
Le 13 juin 1795 il rejoint l’armée des côtes de Brest et le 30 septembre suivant, il commande l’artillerie en Belgique à Bruxelles. Le 20 février 1796 il prend le commandement du département de l’Escaut, et le 13 juillet 1797 il est mis en congé de réforme après la dissolution de l’armée du Nord.
Il prend les fonctions de général inspecteur d’infanterie le 30 juillet 1799, dans la 21e division militaire et le 22 mars 1800, il est affecté au dépôt des recrues de la 4e division militaire. Il est mis en non activité le 4 janvier 1801, et il est admis à la retraite le 5 juin 1801.
Il devient conservateur des Eaux et Forêts dans les départements du Calvados, de l’Orne et de la Manche à Caen, poste qu'il occupe jusqu'en 1822.
Il est fait chevalier de la Légion d’honneur le 24 juin 1809.
Il meurt le 22 mars 1840, à Falaise.

## Sources
- (en) « Generals Who Served in the French Army during the Period 1789 - 1814: Eberle to Exelmans »
- Vicomte Révérend, Armorial du premier empire, tome 4, Honoré Champion, libraire, Paris, 1897, p. 258.
- « Cote LH/2534/8 », base Léonore, ministère français de la Culture
- (pl) « Napoléon.org.pl »
- Arthur Chuquet, La jeunesse de Napoléon, Armand Colin et Cie, éditeurs, Paris, 1898, 408 p. (lire en ligne), p. 331.
- Georges Six, Dictionnaire biographique des généraux & amiraux français de la Révolution et de l'Empire (1792-1814) Paris : Librairie G. Saffroy, 1934, 2 vol.